# Рюэль-сюр-Тувр (кантон)
Рюэ́ль-сюр-Тувр (фр. Ruelle-sur-Touvre) — кантон во Франции, находится в регионе Пуату — Шаранта, департамент Шаранта. Входит в состав округа Ангулем.
Код INSEE кантона — 1631. Всего в кантон Рюэль-сюр-Тувр входят 5 коммун, из них главной коммуной является Рюэль-сюр-Тувр.
Население кантона на 2007 год составляло 19 017 человек.
Коммуны кантона:
- Л’Иль-д’Эспаньяк
- Маньяк-сюр-Тувр
- Морнак
- Рюэль-сюр-Тувр
- Тувр